# La Terre (film, 1930)
Pour les articles homonymes, voir Terre (homonymie).
Pour plus de détails, voir Fiche technique et Distribution.
La Terre (en ukrainien : Земля, Zemlia) est un film soviétique réalisé par Alexandre Dovjenko, sorti en 1930.

## Synopsis
En Ukraine, alors qu'un vieillard, Semyon, meurt dans un verger, la collectivisation des terres crée des antagonismes dans le village, entre les anciens et les jeunes, les riches et les pauvres. Le jeune paysan Vassili, ardent communiste, démontre l'efficacité du nouveau tracteur tout en renversant le bornage des ex-propriétaires. Après avoir passé la nuit chez sa fiancée, son allégresse manifestée par la danse est brutalement interrompue par un coup de feu qui l'abat sur le chemin du retour.  

## Fiche technique
- Titre : La Terre
- Titre original : Земля, Zemlia
- Réalisation : Alexandre Dovjenko
- Scénario et montage : Alexandre Dovjenko
- Photographie : Daniïl Demoutski (ru)
- Décors : Vassili Kritchevski (ru)
- Musique : Lev Revouski
- Production : VUFKU (Ukraine)
- Pays d'origine : URSS
- Format : Noir et blanc - Film muet
- Genre : Drame
- Durée : 75 minutes
- Date de sortie : 1930

## Distribution
- Stepan Chkurat (ru) : Opanas
- Semen Svachenko : 'Basil' Opanas
- Ioulia Solntseva : Sœur de Basil
- Elena Maksimova (ru) : Natalya, fiancée de Basili
- Nikolaï Nademski : Semyon 'Simon' Opanas
- Ivan Franko : Arkhip Whitehorse, père de Khoma
- Piotr Masokha (ru) : Khoma 'Thomas' Whitehorse
- Vladimir Mikhaïlov : Prêtre du village
- Pavel Petrik : Jeune chef de la cellule du parti
- Louka Liachtchenko (ru) : Jeune koulak

## Commentaires
Aleksandr Dovjenko décrit ici un moment particulier de l'histoire de la jeune Union soviétique : celui des débuts de la collectivisation des terres et de la mécanisation du travail. À partir d'un thème strictement contemporain, « le génie du réalisateur ukrainien se manifeste de manière éclatante », parce qu'il « transfigure le thème politique (la lutte entre l'ancien et le nouveau, entre le koulak et le moujik) en un hymne quasiment panthéistique à la vie, symboliquement plus forte que la mort. »
« Dovjenko utilise avec maestria les ressources de la métaphore poétique, des faisceaux d'images convergentes et significatives comme autant de munitions destinées à remporter le combat idéologique », écrit Jacques Lourcelles qui estime que l'allégorie lyrique possède, néanmoins, en maints endroits, « le schématisme dangereux des procès d'intention ».
Le critique de La Pravda jugeait, à son époque, qu'« une erreur du film est que le koulak est présenté si isolé, si insignifiant qu'il ne peut susciter que le mépris. De la même façon, le réalisateur présente le second ennemi dans le village, tout aussi dangereux que le koulak, le pope. (...) La seconde erreur du film est, selon nous, (...) l'absence de motivation de leur conduite, sociale et économique, la primauté de leur motivation biologique. »
« Mais ce qui est indubitable », reconnaît-il, « c'est que dans notre cinématographie nous n'avons aucune œuvre semblable à celle de Dovjenko, par l'émotion, l'originalité, le pittoresque et le rythme (...) »
« Chant du cygne du cinéma muet en URSS, animée par un puissant souffle épique, Zemlia est aussi la plus magnifique version du chant de la terre » qu'ont pu être plusieurs films soviétiques de la grande époque, constate, pour sa part, Marcel Martin. Puis, il ajoute : « Si son écriture visuelle reste en partie fidèle à l'esthétique du montage rapide caractéristique du muet soviétique, elle annonce aussi, par sa lenteur contemplative et son sobre réalisme, le cinéma parlant. »
En 1972, une version restaurée du film sur une musique de Viatcheslav Aleksandrovitch Ovtchinnikov été réalisée.

## Les pommes de Demoutzky et Dovjenko
Dans leur étude consacrée au cinéaste Aleksandr Dovjenko, Luda et Jean Schnitzer signalent l'intimité qui liait étroitement l'opérateur et le réalisateur : « Ils se comprenaient, leur art puisait aux mêmes sources. Le paysage ukrainien a trouvé en eux des poètes insurpassés. [...] Les images de Demoutzky sont d'une pureté exemplaire, très dépouillées, plutôt statiques et solennisées par une légère contre-plongée (la fille au tournesol, les vieux aux bœufs...). [...] Ses portraits sont remarquables, mais c'est dans le paysage qu'il atteint ses sommets. Jamais ni avant, ni après, on ne vit pareils jardins à l'écran, aussi prodigieusement vivants. Est-ce à ces pommes-là que pensait Dziga Vertov lorsqu'il écrivait en 1936 dans son journal intime : "Il faut filmer une pomme de telle façon qu'aucune imitation, aucune supercherie ne soit possible" ? [...] Non seulement on peut mordre dans les pommes filmées par lui, mais on perçoit la fraîcheur des gouttes de pluie sur leur peau chauffée au soleil. »
Des dizaines d'années plus tard, Andreï Tarkovski saura s'en souvenir, citant le film de Dovjenko, dans une des scènes de L'Enfance d'Ivan (1962). « Univers étrange - ô combien construit - que cette Terre qui accorde à des pommes des dimensions monstrueuses afin que l'échelle des représentations soit déséquilibrée. »
Or, « [...] cette extraordinaire présence charnelle de l'image » fut matière à scandale. « Réalisateur singulièrement efficace, Dovjenko agit directement sur la sensibilité du spectateur [...]. Même ceux qui étaient hostiles à son art, [...] subissaient l'emprise de son œuvre. [...] C'est l'explication de toutes les censures "au nom de la morale". Le film de Dovjenko fut accusé de "biologisme" par ceux qui étaient incapables de comprendre sa pureté. »